# بيبيه لي
بيبيه لي (بالإنجليزية: Bebe Lee)‏ هو مدرب كرة سلة أمريكي، ولد في 3 ديسمبر 1916 في دالاس في الولايات المتحدة، وتوفي في 31 مارس 2013.

## روابط خارجية
- بيبيه لي على موقع كلية كرة السلة في سبورتس رفرنس.كوم (الإنجليزية)